# Sydvästra Gotlands Järnväg
Sydvästra Gotlands Järnväg (SGJ), var en smalspårig järnväg på Gotland med spårvidden 891 mm, som omfattade en 27 km lång sträckning från Hablingbo via Levide till Klintehamn, där vidare förbindelse fanns till Roma via Klintehamn-Roma Järnväg (KlRJ).

## Historia
Behovet att underlätta transporten av sockerbetor till sockerbruket i Roma var ett huvudmotiv för banans anläggande, men banan fyllde även en väsentlig funktion för persontrafiken. Diskussionen om att förlänga KlRJ mot Silte och Hablingbo från Klintehamn startade 1906. Koncessionen söktes först 1912 och beviljades i maj 1913. Sydvästra Gotlands järnvägsaktiebolag bildades den 30 maj 1913. Byggstarten fördröjdes av första världskriget men bolaget erhöll ett statligt lån på 300 000 kr 1917. Det dröjde till 1922 innan byggandet tog fart, provisorisk trafik startade i augusti 1923 och banan öppnades för allmän trafik den 7 juli 1924. Det var nästan 20 år efter att diskussionerna om att bygga en bana hade startat. Kostnaden för byggandet var 806 000 kr. Aktiekapitalet var 370 400 kr.
Banan utgick från Klintehamns station på KlRJ vars bangård utökades. Inför trafikstarten anskaffade SGJ följande begagnade fordon, ett tanklok, en personboggivagn två resgodsvagnar och 32 godsvagnar. Ett lokstall byggdes i Hablingbo. Ett avtal träffades med KlRJ om drift och underhåll.
På grund av ekonomiska svårigheter uppgick företaget i Klintehamn-Roma Järnvägsaktiebolag med statlig hjälp 1927. Trafiken drevs vidare av KlRJ som införde rälsbuss för persontrafiken 1945.
Svenska staten köpte 1947 Klintehamn-Roma Järnvägsaktiebolag och sammanförde de kvarvarande gotländska bolagen i det då statliga bolaget Gotlands Järnväg. Järnvägarna drevs i regi av detta företag och – från 1948 – Statens Järnvägar till den 10 juni 1953, då persontrafiken lades ned. Järnvägen utnyttjades ytterligare några år under betkampanjerna men banan lades slutligen ner 1955. Rälsen revs upp 1958. Stationshus, bron över Silte kanal och delar av banvallen som inte har återgått till åker finns kvar. 

## Källhänvisningar
1. 1 2 3  Historiskt om Svenska Järnvägar Sydvästra Gotlands Järnväg
2. ↑  Driftplatsregister Arkiverad 12 augusti 2010 hämtat från the Wayback Machine.
3. ↑  BANVAKT.se
4. ↑  Lantmäteriet Historiska Kartor Sydvästra Gotlands Järnväg
5. 1 2 3 4  Gotländsk järnvägshistoria Arkiverad 20 augusti 2006 hämtat från the Wayback Machine.
6. ↑  Nordisk familjebok 1926 Sydvästra Gotlands Järnväg